# عکس جدایی
عکس جدایی (به انگلیسی: Parting Shots) فیلمی محصول سال ۱۹۹۹ و به کارگردانی مایکل وینر است. در این فیلم بازیگرانی همچون کریس ریا، فلیسیتی کندال، باب هاسکینز، بن کینگزلی، جوانا لاملی، الیور رید، دایانا ریگ، گرت هانت، پاتریک رایکارت، پیتر دیویسن، نیکی هنسون، کارولین لنگریش، ادوارد هاردویک، نیکلا براینت، برایان پویسر، تیموتی کارلتون و سارا پریش ایفای نقش کرده‌اند.